# Brittney Sykes
Brittney Chrisanti Sykes (Newark, 7 febbraio 1994) è una cestista statunitense, professionista nella WNBA.

## Carriera
È stata selezionata dalle Atlanta Dream al primo giro del Draft WNBA 2017 con la 7ª chiamata assoluta.
Con gli Stati Uniti ha disputato i Campionati americani del 2019.

## Statistiche

### College
| Anno      | Squadra         | PG  | PT  | MP   | TC%  | 3P%  | TL%  | RP  | AP  | PRP | SP  | PP   |
| --------- | --------------- | --- | --- | ---- | ---- | ---- | ---- | --- | --- | --- | --- | ---- |
| 2012-2013 | Syracuse Orange | 32  | 31  | 25,5 | 43,0 | 21,3 | 60,9 | 5,7 | 1,3 | 2,0 | 0,5 | 8,9  |
| 2013-2014 | Syracuse Orange | 32  | 32  | 31,2 | 50,5 | 33,3 | 73,3 | 5,1 | 1,8 | 1,4 | 0,6 | 16,6 |
| 2014-2015 | Syracuse Orange | 3   | 3   | 14,3 | 23,1 | 0,0  | 25,0 | 4,3 | 1,3 | 1,7 | 0,7 | 2,3  |
| 2015-2016 | Syracuse Orange | 38  | 38  | 29,3 | 35,2 | 23,1 | 63,2 | 5,1 | 1,6 | 2,0 | 0,6 | 10,3 |
| 2016-2017 | Syracuse Orange | 33  | 33  | 33,3 | 45,2 | 39,3 | 75,4 | 7,8 | 3,3 | 2,2 | 0,8 | 19,2 |
| Carriera  | Carriera        | 138 | 137 | 29,5 | 43,5 | 30,5 | 69,2 | 5,9 | 1,9 | 1,9 | 0,6 | 13,4 |

### WNBA

#### Regular Season
| Anno     | Squadra       | PG  | PT  | MP   | TC%  | 3P%  | TL%  | RP  | AP  | PRP | SP  | PP   |
| -------- | ------------- | --- | --- | ---- | ---- | ---- | ---- | --- | --- | --- | --- | ---- |
| 2017     | Atlanta Dream | 34  | 23  | 25,4 | 40,8 | 33,6 | 72,9 | 4,1 | 1,9 | 0,6 | 0,5 | 13,9 |
| 2018     | Atlanta Dream | 29  | 7   | 20,7 | 41,1 | 26,8 | 66,3 | 3,5 | 2,3 | 0,3 | 0,6 | 9,7  |
| 2019     | Atlanta Dream | 34  | 27  | 25,9 | 36,5 | 25,9 | 70,3 | 4,4 | 2,5 | 0,6 | 0,5 | 10,2 |
| 2020     | L.A. Sparks   | 21  | 14  | 24,6 | 48,7 | 32,7 | 80,6 | 2,6 | 2,1 | 1,5 | 0,3 | 10,1 |
| 2021     | L.A. Sparks   | 32  | 20  | 29,3 | 40,5 | 26,2 | 77,2 | 4,6 | 2,2 | 1,8 | 0,5 | 9,4  |
| 2022     | L.A. Sparks   | 32  | 24  | 28,8 | 43,3 | 26,9 | 77,0 | 3,7 | 3,7 | 2,0 | 0,7 | 12,7 |
| 2023     | Wash. Mystics | 40  | 40  | 31,3 | 43,9 | 35,0 | 79,7 | 5,0 | 3,8 | 2,1 | 0,3 | 15,9 |
| 2024     | Wash. Mystics | 18  | 18  | 23,3 | 40,5 | 27,1 | 75,0 | 4,1 | 3,1 | 0,9 | 0,4 | 12,2 |
| Carriera | Carriera      | 240 | 173 | 27,0 | 41,5 | 30,4 | 75,4 | 4,1 | 2,7 | 1,2 | 0,5 | 12,2 |

#### Playoffs
| Anno     | Squadra       | PG | PT | MP   | TC%  | 3P%  | TL%  | RP  | AP  | PRP | SP  | PP   |
| -------- | ------------- | -- | -- | ---- | ---- | ---- | ---- | --- | --- | --- | --- | ---- |
| 2018     | Atlanta Dream | 5  | 5  | 27,0 | 47,3 | 41,2 | 50,0 | 3,6 | 1,6 | 0,8 | 0,2 | 12,6 |
| 2020     | L.A. Sparks   | 1  | 1  | 22,0 | 27,3 | 0,0  | 100  | 5,0 | 2,0 | 0,0 | 0,0 | 8,0  |
| 2023     | Wash. Mystics | 2  | 2  | 39,0 | 41,4 | 22,2 | 50,0 | 8,0 | 3,5 | 2,0 | 0,5 | 15,0 |
| Carriera | Carriera      | 8  | 8  | 29,4 | 43,2 | 30,0 | 55,6 | 4,9 | 2,1 | 1,0 | 0,3 | 12,6 |

## Palmarès
- 2 volte WNBA All-Defensive First Team (2021, 2023)
- 2 volte WNBA All-Defensive Second Team (2020, 2022)
- WNBA All-Rookie First Team (2017)
- 2 volte migliore nelle palle recuperate WNBA (2021, 2022)